# دانيال باتريك رايلي
دانيال باتريك رايلي (بالإنجليزية: Daniel Patrick Reilly)‏ هو كاهن كاثوليكي أمريكي، ولد في 12 مايو 1928 في بروفيدنس في الولايات المتحدة.